# Stelis depauperata
Stelis depauperata är en orkidéart som beskrevs av John Lindley. Stelis depauperata ingår i släktet Stelis och familjen orkidéer. Inga underarter finns listade i Catalogue of Life.